# Vassouras

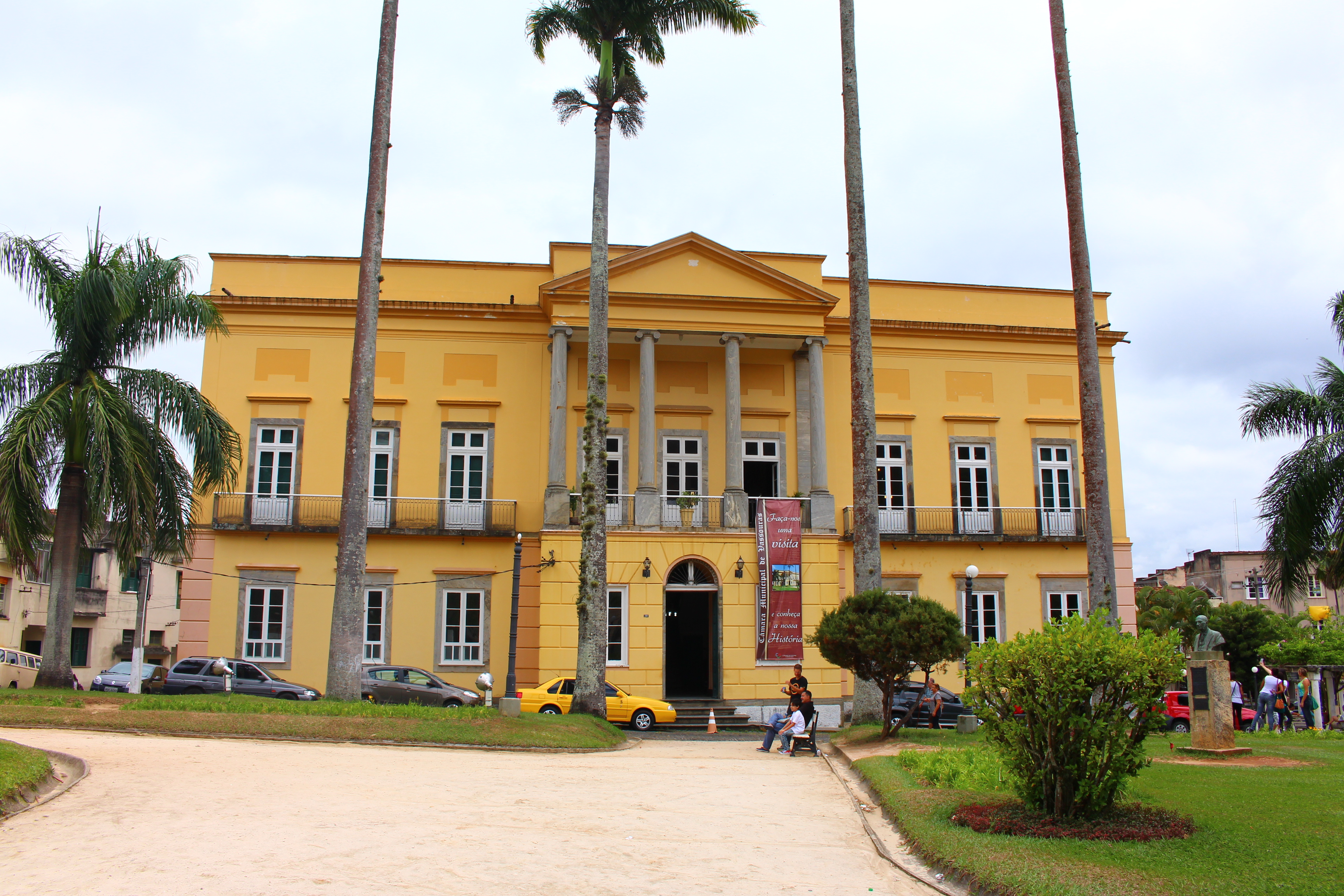
Palacete da Câmara Municipal de Vassouras.

Vassouras é um município brasileiro do Centro-Sul do estado do Rio de Janeiro.

## História

### Início do povoamento
A 5 de outubro de 1782, o açoriano Francisco Rodrigues Alves e o seu sócio Luís Homem de Azevedo, que residiam em Sacra Família do Tinguá (atualmente distrito do município de Engenheiro Paulo de Frontin), recebem uma sesmaria no "sertão da Serra de Santana, Mato Dentro por detrás do Morro Azul". Posteriormente, tais terras serão conhecidas por “Sesmaria de Vassouras e Rio Bonito".
À localidade, plena de arbustos utilizados na confecção de vassouras, dá-se, obviamente, o nome Vassouras.
Vassouras está localizada no que se posteriormente nomeou-se Vale do Paraíba. Esta região tornou-se conhecida como Caminho Novo e o Caminho do Proença pois faziam a ligação entre Minas Gerais durante o período de seu ciclo do ouro e o porto do Rio de Janeiro, servindo para o escoamento dessa produção destinada ao Império Português.
Devido a essa conexão de importância econômica, a Coroa Portuguesa promulgou um Decreto real protegendo essa área.
As terras foram sendo ocupadas aos poucos, por duas formas: a primeira por concessão real pela doação de Sesmarias ou por serviços prestados à Coroa e a segunda pela ocupação das terras por Posseiros devido ao comércio Tropeiro que passava pelo Caminho Novo.

### Caminhos e rotas
A área do vale do Paraíba e portanto da cidade de Vassouras, além da estrada nomeada Caminho Novo, sempre foi por parte da Coroa Portuguesa e da sociedade uma importante rota de ligação ao Rio de Janeiro. Portanto os dois investiram na criação e abertura de caminhos e formas de comunicação mais rápidas entre esses dois lugares.
Alguns dos primeiros caminhos realizados foi feito pelos contrabandistas de ouro que desciam dessa região,no meio da mata virgem. até Xerém, Baixada Fluminense, até a virada do século XIX.
Após o início do povoamento da região, em 1812 Inácio de Sousa Vernek constrói a Estrada Werneck, a sair da aldeia de Nossa Senhora da Glória de Valença, atingindo o Caminho Novo, permitindo-se seguimento até Minas Gerais e Rio de Janeiro.
A fim de inibir essa rota dos contrabandistas, o príncipe regente D. João VI ordenou (1816) a construção de uma nova estrada na região. Contrata-se para a missão o futuro barão de Aiuruoca, Custódio Ferreira Leite, que chama em seu auxílio de dois de seus sete sobrinhos (família Teixeira Leite). Cruzava o rio Paraíba do Sul a estrada da Polícia, na atual localidade de Juparanã, em Valença (outrora chamada Desengano), seguindo até a atual localidade de barão de Vassouras, ao centro do atual município, à serra de São Sebastião dos Ferreiros, pelo que permitia-se a descida de Xerém até à baixada Fluminense, donde se embarcava aos portos de Pilar do Iguaçu ou de Piedade do Iguaçu; outra rota seguia por estradas que ainda passam pelos atuais bairros de Irajá e Inhaúma, atingindo-se, enfim, o centro da cidade do Rio de Janeiro.
Dez anos mais tarde, em 1822 finaliza-se à abertura da Estrada do Comércio (iniciada na vila de Nossa Senhora da Piedade do Iguaçu), que perfazia o seguinte trajeto: subindo pela serra do Tinguá, atingia o porto de Ubá, atual distrito de Andrade Pinto, às margens do rio Paraíba do Sul, donde seguia para Minas Gerais e Goiás.

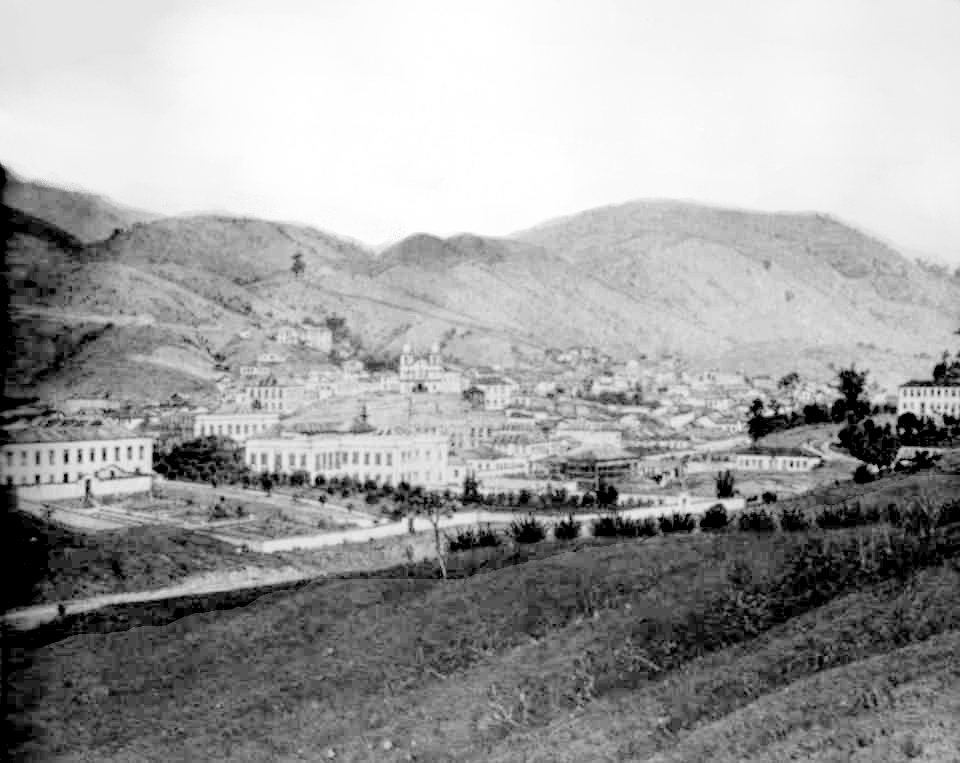
Vassouras em 1859
Fotografia de Victor Frond

### Povoamento e a entrada do café
A estrada de Polícia e o crescimento econômico da região permitem o rápido surgimento de um arraial, atualmente centro da cidade de Vassouras. Vão ali residir o construtor da estrada de Polícia, Custódio Ferreira Leite, e seus sobrinhos da família Teixeira Leite.

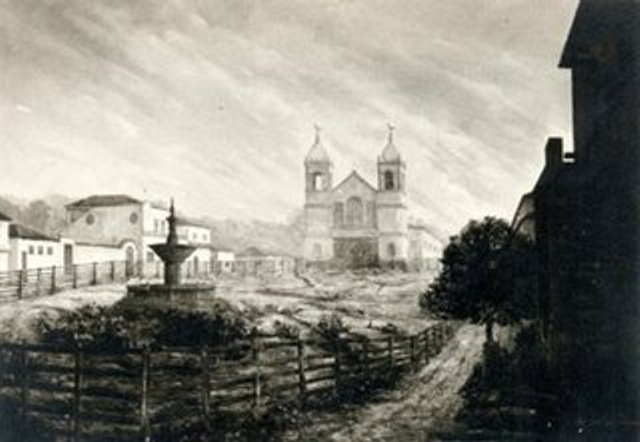
Praça Barão de Campo Belo no centro de Vassouras cerca de 1860

### Escravidão
Até 1850, com a Lei Eusébio de Queirós que proibia definitivamente o tráfico negreiro transatlântico, a migração de escravos realizado pelos comerciantes de grosso-trato durante essas duas décadas foi intensificada. Sabe-se que na década de 1830 entraram apenas no porto doRio de Janeiro 186.000 africanos e a produção de café do Vale do Paraíba mais que dobrou na década de 1840.
A população vassourense em 1850 era totalizada em 28.638 habitantes, entretanto 19.210 eram de escravos e somente 9.428 eram pessoas livres. Esses dados dão uma noção de como a cidade de Vassouras se utilizava comprando esses escravos migrados ilegalmente. Após a Lei de 1850, com a perda do tráfico transatlântico aderiu-se cada vez mais ao tráfico inter-regional, em que Vassouras importou 5.500 escravos da Região Nordeste do Império brasileiro.
Já em 1890, o Censo Populacional da época (em comparação ao feito no ano de 1872) mostra uma diminuição da população em quase 10% e um crescimento da população branca em 45%. Isso é consequência direta da assinatura da Lei Áurea, feita pela Princesa Isabel em 1888.

### Quilombos e quilombolas
Poderia se pensar que fosse existir comunidades quilombolas em Vassouras já que a população escrava na cidade foi a maior da Província do Rio de Janeiro e provavelmente a maior do país, com 58,2% da população escrava pelo Censo em 1872, sendo 60% homens e 56,4% mulheres. Já em Valença há uma comunidade quilombola sendo ainda analisada: São José da Serra.

### Século XX
A cidade de Vassouras após o fim de seu apogeu pelo café no século XIX entrou em declínio economicamente. O investimento em um novo setor: a pecuária foi um acerto para a cidade e a região, pois os antigos cafezais tornaram-se pasto para o gado. Além disso, a pecuária não necessita de grandes mãos-de-obra.
A plantação de diversas culturas como milho, cana-de-açúcar, tomate e feijão colocadas como culturas temporárias e banana, café e laranja feitas como permanentes.

## Geografia

### Distritos
Desde 15 de dezembro de 1987, o município é constituído de 4 distritos:
- Vassouras, sede;
- Andrade Pinto;
- São Sebastião dos Ferreiros;
- Sebastião de Lacerda.

## Ferrovias
- Linha do Centro da Estrada de Ferro Central do Brasil[20]
- Linha Auxiliar da Estrada de Ferro Central do Brasil[21]

## Cultura
Recebeu Vassouras o título de Imperial Cidade, conferido por D. Pedro II do Brasil. Findado já o império, Machado de Assis cita-a em seu conto Evolução, enfeixado no volume Relíquias de Cassa Velha, conforme vê-se no seguinte trecho:
"Naturalmente, o primeiro objeto foi o progresso que nos traziam as estradas de ferro. Benedito lembrava-se do tempo em que toda a jornada era feita às costas de burro. Contamos então algumas anedotas, falamos de alguns nomes e ficamos de acordo em que as estradas de ferro eram uma condição de progresso do país. Quem nunca viajou não sabe o valor que tem uma dessas banalidades graves e sólidas para dissipar os tédios do caminho. O espírito areja-se, os próprios músculos recebem uma comunicação agradável, o sangue não salta, fica-se em paz com Deus e os homens.
"(...)
"Chegamos a Vassouras; eu fui para a casa do juiz municipal, camarada antigo; ele demorou-se um dia e seguiu para o interior. Oito dias depois voltei ao Rio de Janeiro, mas sozinho.”
O município serviu de cenário para o bairro de Bangu antigo no filme O Meu Pé de Laranja Lima de 1970.
Por seu aspecto interiorano, também serviu de cenário para várias produções da Rede Globo, como a novela Fera Radical de 1988 e a minissérie Presença de Anita de 2001.

## Filhos notórios
- Ver Biografias de vassourenses